# 图瓦雷特
图瓦雷特（法語：Thoirette，法語發音：[twaʁɛt]）是法国汝拉省的一个旧市镇，属于隆斯勒索涅区。2017年，图瓦雷特与市镇夸西亚合并为新市镇图瓦雷特-夸西亚，图瓦雷特为新市镇行政中心。

## 地理
图瓦雷特（46°16'16"N, 5°31'57"E）面积8.77 平方千米，位于法国勃艮第-弗朗什-孔泰大區汝拉省，该省份为法国东部内陆省份，北起上索恩省，西北接科多尔省，西临索恩-卢瓦尔省，南至安省，东与杜省和瑞士接壤。
与图瓦雷特接壤的市镇（或旧市镇、城区）包括：科尔韦西亚、马塔弗隆-格朗日、阿罗马、夸西亚、科尔诺、沃布勒。

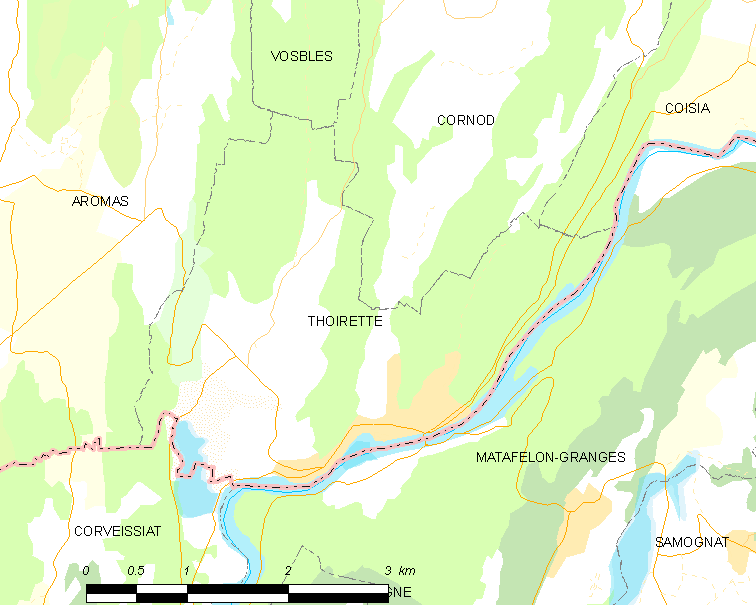
图瓦雷特的OSM定位图

图瓦雷特的时区为UTC+01:00、UTC+02:00（夏令时）。

## 行政
图瓦雷特的邮政编码为39240，INSEE市镇编码为39530。

## 政治
图瓦雷特所属的省级选区为穆瓦朗昂蒙塔涅县。

## 人口

1962-2008年间图瓦雷特人口变化图示

图瓦雷特于2018年1月1日时的人口数量为684人。